# Emile Heskey
Emile William Ivanhoe Heskey (nascut l'11 de gener de 1978 en Leicester) és un exfutbolista anglès d'origen antiguà. Conegut per la seua força i la seua alçada, és un davanter centre que no ha destacat per la seua capacitat golejadora. Sempre va jugar en equips de la Premier League fins a la seva retirada.

## Trajectòria
Heskey va començar la seua carrera en el Leicester City, l'any 1996. El 2000, el Liverpool FC, el contractà per 11 milions de lliures, i fou fins a la data el jugador del Leicester pel qual més diners havien pagat. Amb el Liverpool guanyà molts títols, incloent una FA Cup l'any 2001. El 2004, el Birmingham City FC, contracta a Heskey, per dues temporades, en les quals no mostra el seu millor futbol, llavors, en l'estiu de 2006, cerca minuts en un recent ascendit, el Wigan Athletic, en el qual va tornar a ser el gran jugador que havia estat.
Heskey es convertí ja en internacional amb el seu país. Va fer el seu debut contra Hongria, el 1999, el resultat va ser d'1-1. Va deixar de jugar-hi tan sovint després de l'Eurocopa 2004 de Portugal, pels seus errors.

### Leicester City
Heskey comença la seua carrera en l'equip de la seua ciutat, el Leicester City, fa el seu debut en lliga l'any 1995, enfront del Queens Park Rangers, amb 17 anys. La temporada 1995-1996, Heskey ja deixà el Filial del Leicester, i va començar la seua carrera com futbolista, ja en el primer equip. Jugà 30 partits, i fou una peça clau en l'ascens del seu equip a la primera divisió Anglesa, la FA Premier League. També destaquem, que va marcar el seu primer gol com futbolista, enfront del Norwich City, i no seria l'últim, durant la temporada, en va fer 6 més.
La temporada 1996-1997, Heskey disputà la seua primera temporada en la Premier League, va disputar 35 partits, i va fer 10 gols. En eixa temporada, va marcar el gol que va valdre al seu equip guanyar la Football League Cup de 1997, enfront del Middlesbrough. Tottenham Hotspur FC, i Leeds United, són dos dels equips que s'interessen per Heskey. Però el seu mànager declina les ofertes. El 1998-1999, Heskey forma un duo meravellós al costat de Tony Cotee. La temporada 2000-2001, Heskey torna a guanyar la League Cup, enfront del Tranmere Rovers.

### Liverpool
Heskey, fitxa pel Liverpool al març de 2000, per 11 milions de lliures. Heskey debutà en Anfield Road, enfront del Sunderland, però en finalitzar la temporada, molts dubtaven sobre la seua efectivitat golejadora.
Heskey rebutjà una oferta, del Tottenham Hotspur FC per 12 milions en 2002, gràcies a la insistència de l'entrenador Gérard Houllier, que volia al davanter per als seus futurs plans.
La temporada 2003-2004, Heskey es disputà la posició amb el davanter Milan Baroš, per entrar en l'Onze Inicial dels Reds. Guanyà la posició al txec, gràcies als seus 12 gols en la classificació per a l'Eurocopa del 2004, que es disputaria en Portugal.

### Birmingham City
La temporada 2005-2006, Heskey signa per 3,5 milions de lliures. I així debutà amb el Birmingham, enfront del Porsmouth, acabà 1 a 1 el partit. Va tenir dos mediocres temporades en Birmingham, jugà 34 partits i va marcar 18 gols, unes xifres, de davanter.

### Wigan Athletic
La temporada 2006-2007, Heskey signa amb el Wigan Athletic, que en aquell temps era un equip modest recent ascendit a la Premier League, per 5,5 Milions de Lliures. En el mes d'agost de 2006, Heskey debuta amb el Wigan Athletic, enfront del Newcastle United. El partit finalitza amb 2 a 1 favorable als magpies. Les coincidències van voler que Heskey marcara el seu primer gol amb el Wigan, el dia que va complir 500 partits en la Premier, enfront del Reading Football Club el 26 d'agost. En eixa temporada la seua presència va ser vital per a l'equip, l'equip podia presumir de tenir un gran davanter, i el va marcar 8 gols aquella temporada. I Wigan va fer una molt bona temporada, quedant no gaire lluny dels llocs de UEFA. El més dur arribaria aleshores, quan Heskey estaria fora per una lesió en el metatarsià.

### Aston Villa
Després del seu pas pel Wigan, Heskey va tornar a Birmingham, però aquesta volta per jugar en l'Aston Villa, que va obtenir els serveis del jugador el gener de 2009, pagant una quantitat lleugerament superior als 5 milions d'euros.
Prompte l'Aston Vila va veure com amortitzava els diners pagats pel davanter anglès, ja que davant la lesió de Carew l'entrenador va decidir donar-li la titularitat i tan sols a 11 minuts de partit, Heskey feu esclatar d'alegria els afeccionats de l'Aston Villa fent un autèntic golàs, i retornant d'aquesta manera la confiança atorgada a l'entrenador.

### Newcastle Jets i Bolton Wanderers
En 2012 va fitxar per l'australià Newcastle United Jets FC i després de dos anys va acabar la seva carrera al Bolton Wanderers.

## Internacional
Ha estat internacional amb la selecció de futbol d'Anglaterra 57 vegades i hi ha fet 7 gols. Heskey va començar, com parella atacant al costat de Michael Owen, ja des que jugaven amb Anglaterra Sub-18, fins i tot van quedar tercers en el Campionat Europeu celebrat a França. Debutà amb Anglaterra, al febrer de 1998, enfront de Xile, i fins i tot va marcar un gol en eixe partit. El seu debut amb la selecció absoluta va ser un any més tard, enfront de la selecció d'Hongria, l'aleshores entrenador Glenn Hoddle va confiar en ell, i li va fer disputar minuts, el resultat fou d'1-1.
En la Copa Mundial de Futbol de 2002 disputat en Corea del Sud i Japó, Heskey va fer un mal joc, en no ser en la seua posició habitual en el camp, no ajudà gaire la seua selecció que va caure en els Quarts de Final del torneig. Després d'eixe bac, l'entrenador Sven-Göran Eriksson era en una cruïlla, perquè no podia assegurar resultats òptims, amb Heskey en la selecció, i a més, el jove Wayne Rooney, d'una qualitat més bona, feia un gran futbol i es mereixia un lloc en l'Equip Nacional. I ací va acabar per un temps la seua etapa en la selecció, fins i tot alguns companys, elogiaven Rooney, i menyspreaven el treball del veterà Heskey. Alan Shearer va dir una volta: "Ni d'ací un milió d'anys Heskey, podria tenir el nivell que ara mateix té Rooney."
Però en el 2007, en la Classificació per a l'Eurocopa del 2007 que es disputava en Àustria i Suïssa, l'entrenador Steve McLaren, tornà a cridar el davanter, Heskey disputà dos partits (contra Israel i Rússia) que alguns periodistes anglesos han batejat com la seua segona joventut.

## Palmarés

### Campionats nacionals
| Títol               | Club           | País       | Any       |
| ------------------- | -------------- | ---------- | --------- |
| Football League Cup | Leicester City | Anglaterra | 1996/1997 |
| Football League Cup | Leicester City | Anglaterra | 1999/2000 |
| Football League Cup | Liverpool FC   | Anglaterra | 2000/2001 |
| FA Cup              | Liverpool FC   | Anglaterra | 2000/2001 |
| Charity Shield      | Liverpool FC   | Anglaterra | 2001      |
| Football League Cup | Liverpool FC   | Anglaterra | 2002/2003 |

### Copes internacionals
| Títol              | Club         | País       | Any       |
| ------------------ | ------------ | ---------- | --------- |
| Supercopa d'Europa | Liverpool FC | Anglaterra | 2001      |
| Copa de la UEFA    | Liverpool FC | Anglaterra | 2000/2001 |